# Pohár Rudého práva 1978
Druhý ročník Poháru Rudého práva v ledním hokeji se konal od 19. do 23. září 1978 v Praze (Sportovní hala ČSTV), Pardubicích (Zimní stadion Pardubice) a Bratislavě (Zimný štadión Bratislava). Zúčastnila se dvě reprezentační mužstva, která spolu odehrála tři utkání.
Původně se turnaje měl zúčastnit výběr Švédska a domlouval se příjezd slavného amerického týmu Detroit Red Wings z NHL. Námluvy nevyšly, tak účast přislíbil národní tým Kanady. Na poslední chvíli byla ale odvolána..

## Výsledky a tabulka
| P                | Tým            | Z | V | R | P | Skóre | B |
| ---------------- | -------------- | - | - | - | - | ----- | - |
| Zlatá medaile    | SSSR           | 3 | 3 | 0 | 0 | 18:10 | 6 |
| Stříbrná medaile | Československo | 3 | 0 | 0 | 3 | 10:18 | 0 |

 Československo –  SSSR 2:8 (1:2, 1:3, 0:3)
19. září 1978 (19:00) – Bratislava

Branky Československa: 1:1 9. Pavel Richter (Jan Zajíček), 25. Anton Šťastný (Miroslav Dvořák).

Branky SSSR: 0:1 9. Sergej Kapustin (Vjačeslav Fetisov), 11. Helmuts Balderis (Vjačeslav Fetisov), 22. Sergej Kapustin (Viktor Žluktov), 29. Helmuts Balderis (Viktor Žluktov), 36. Michail Šostak (Vladimir Lavrentěv), 41. Vladimir Petrov, 43. Vladimir Lavrentěv, 46. Valerij Charlamov (Vladimir Petrov).

Rozhodčí: Wilhelm Edelmann (GDR) – László Schell (HUN), Harry Westreicher (AUT)

Vyloučení: 2:8 (využití 1:0)

Diváků: 11 000
ČSSR: Jiří Králík (31. Jiří Crha) – Jiří Bubla, Jan Zajíček, Vítězslav Ďuriš, Miroslav Dvořák, František Kaberle, Jan Neliba, Milan Figala – Pavel Richter, Ivan Hlinka, Jaroslav Pouzar – Vladimír Martinec, Jiří Novák, Bohuslav Ebermann – Marián  Šťastný, Libor Havlíček, Aanton Šťastný – František Černík, Milan Nový.
SSSR: Vladislav Treťjak – Gennadij Cygankov, Sergej Starikov, Zinetula Biljaletdinov, Vjačeslav Fetisov, Valerij Vasiljev, Vasilij Pěrvuchin – Boris Michajlov, Vladimir Petrov, Valerij Charlamov – Helmuts Balderis, Viktor Žluktov, Sergej Kapustin – Sergej Makarov, Michail Šostak, Vladimir Lavrentěv.
 Československo –  SSSR 4:5 (1:2, 0:2, 3:1)
21. září 1978 (19:00) – Pardubice

Branky Československa: 3. Jan Zajíček, 47. Bohuslav Ebermann, 52. Bohuslav Ebermann, 57. Bohuslav Ebermann.

Branky SSSR: 4. Vjačeslav Fetisov, 14. Sergej Kapustin, 24. Sergej Kapustin, 38. Viktor Žluktov, 42. Alexandr Malcev.

Rozhodčí: Raimo Seppanen (FIN) – László Schell (HUN), Harry Westreicher (AUT)

Vyloučení: 11:10 (využití 0:1, v oslabení 1:0) z toho Jan Zajíček a Jurij Lebeděv na 5 min., Vítězslav Ďuriš na 10 min.

Diváků: 6 000
ČSSR: Jiří Crha – Vítězslav Ďuriš, Miroslav Dvořák, František Kaberle, Jan Neliba, Jan Zajíček – Vladimír Martinec, Jiří Novák, Bohuslav Ebermann – Vincent Lukáč, Milan Nový, František Černík – Marián Šťastný, Libor Havlíček, Anton Šťastný – Miroslav Fryčer, Pavel Richter.
SSSR: Vladimir Myškin – Zinetula Biljaletdinov, Vjačeslav Fetisov, Valerij Vasiljev, Vasilij Pěrvuchin, Vladimir Lutčenko, Sergej Starikov – Helmuts Balderis, Viktor Žluktov, Sergej Kapustin – Alexandr Malcev, Jurij Lebeděv, Alexander Golikov – Sergej Makarov, Michail Šostak, Vladimir Lavrentěv.
 Československo –  SSSR 4:5 (2:0, 0:2, 2:3)
23. září 1978 (16:30) – Praha

Branky Československa: 4. Jiří Novák, 20. Jiří Novák, 50. Marián Šťastný, 54. František Černík.

Branky SSSR: 36. Alexandr Malcev, 39. Vjačeslav Fetisov, 41. Vladimír Petrov, 48. Vladimír Petrov, 50. Alexandr Malcev.

Rozhodčí: Wilhelm Edelmann (GDR) – László Schell (HUN), Harry Westreicher (AUT)

Vyloučení: 7:10 (využití 3:0)

Diváků: 12 000
ČSSR: Jiří Crha – Vítězslav Ďuriš, Miroslav Dvořák, František Kaberle, Jan Neliba, Jan Zajíček, Milan Figala – Vladimír Martinec, Jiří Novák, Bohuslav Ebermann – Pavel Richter, Milan Nový, František Černík – Marián Šťastný, Libor Havlíček, Jaroslav Pouzar – Miroslav Fryčer.
SSSR: Vladislav Treťjak – Gennadij Cygankov, Sergej Starikov, Zinetula Biljaletdinov, Vjačeslav Fetisov, Valerij Vasiljev, Vasilij Pěrvuchin – Boris Michajlov, Vladimir Petrov, Valerij Charlamov – Helmuts Balderis, Viktor Žluktov, Sergej Kapustin – Alexandr Malcev, Jurij Lebeděv, Alexander Golikov.

## Statistiky
| Nejlepší střelec | Sergej Kapustin 6 (4+2) |

## Soupisky týmů
1.  SSSR

Brankáři: Vladislav Treťjak, Vladimir Myškin.

Obránci: Gennadij Cygankov, Vladimír Lutčenko, Vjačeslav Fetisov, Valerij Vasiljev, Vasilij Pěrvuchin, Zinetula Biljaletdinov, Sergej Starikov, Alexej Kasatonov.

Útočníci: Boris Michajlov, Vladimir Petrov, Valerij Charlamov, Helmuts Balderis, Viktor Žluktov, Sergej Kapustin, Sergej Makarov, Alexandr Malcev, Alexander Golikov, Michail Šostak, Vladimir Lavrentěv, Jurij Lebeděv.

Trenéři: Viktor Tichonov, Vladimir Jurzinov.
2.  Československo

Brankáři: Jiří Králík, Jiří Crha.

Obránci: Jiří Bubla, František Kaberle, Vítězslav Ďuriš, Jan Neliba, Jan Zajíček, Miroslav Dvořák, Milan Figala.

Útočníci: Vladimír Martinec, Jiří Novák, Bohuslav Ebermann, Pavel Richter, Jaroslav Pouzar, Marián Šťastný, Libor Havlíček, Milan Nový, František Černík, Miroslav Fryčer, Anton Šťastný.

Trenéři: Karel Gut, Ján Starší.

## Rozhodčí
| Hlavní - Wilhelm Edelman - Raimo Sepponen | Čároví - László Schell - Harry Westreicher |